# 凯恩与林奇2：伏天
《凯恩与林奇2：伏天》是由IO Interactive开发、由Square Enix旗下Eidos Interactive发行的一款游戏，适用PlayStation 3、Xbox 360和Microsoft Windows平台。它是《凯恩与林奇：死人》的续作。
游戏开发计划于2009年11月公布，开发商声称该游戏将有全新的视觉风格，受到用户原创内容和纪录片的影响。“游戏的各方面都被设计得体现激烈、真实的特点”。

## 游戏背景
本作的故事发生在上海，凯恩和林奇都被上海的黑社会通缉。
林奇与女友定居在上海，后来他参与了一次大的军火交易活动，但他需要很大的帮助来完成此事。凯恩是一个流浪汉，由于想摆脱家庭问题的负担而当了一名雇佣军。尽管他们之间存在某些分歧，不过林奇还是请求凯恩帮助。他们在一起就在为期两天的行动中就引起了一连串的事件。交易的失败，将让凯恩与林奇今后面临严重的后果！